# Mano dominante

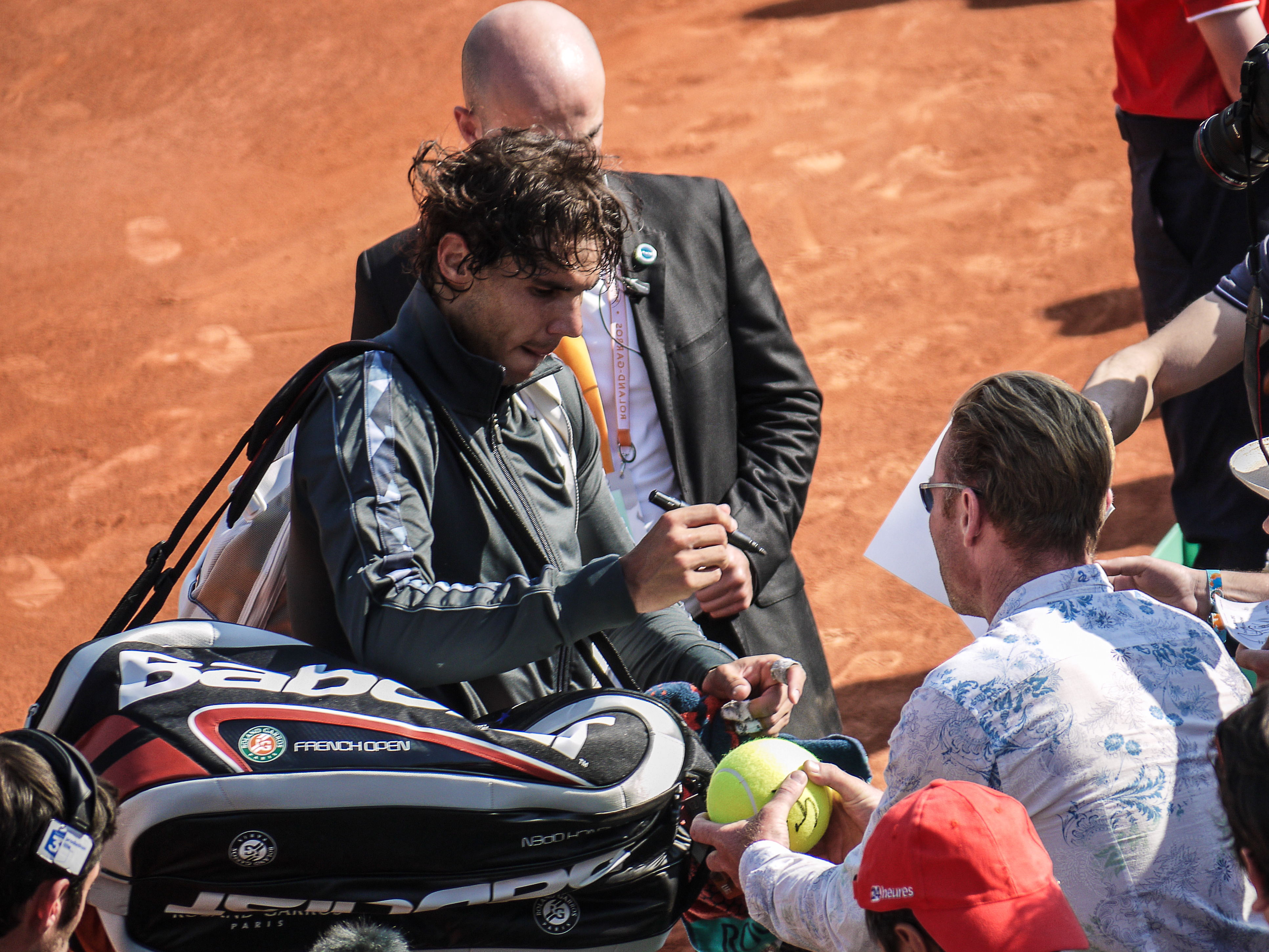
Un caso conocido de predominio mixto de la mano: el tenista Rafael Nadal firmando con su mano derecha…

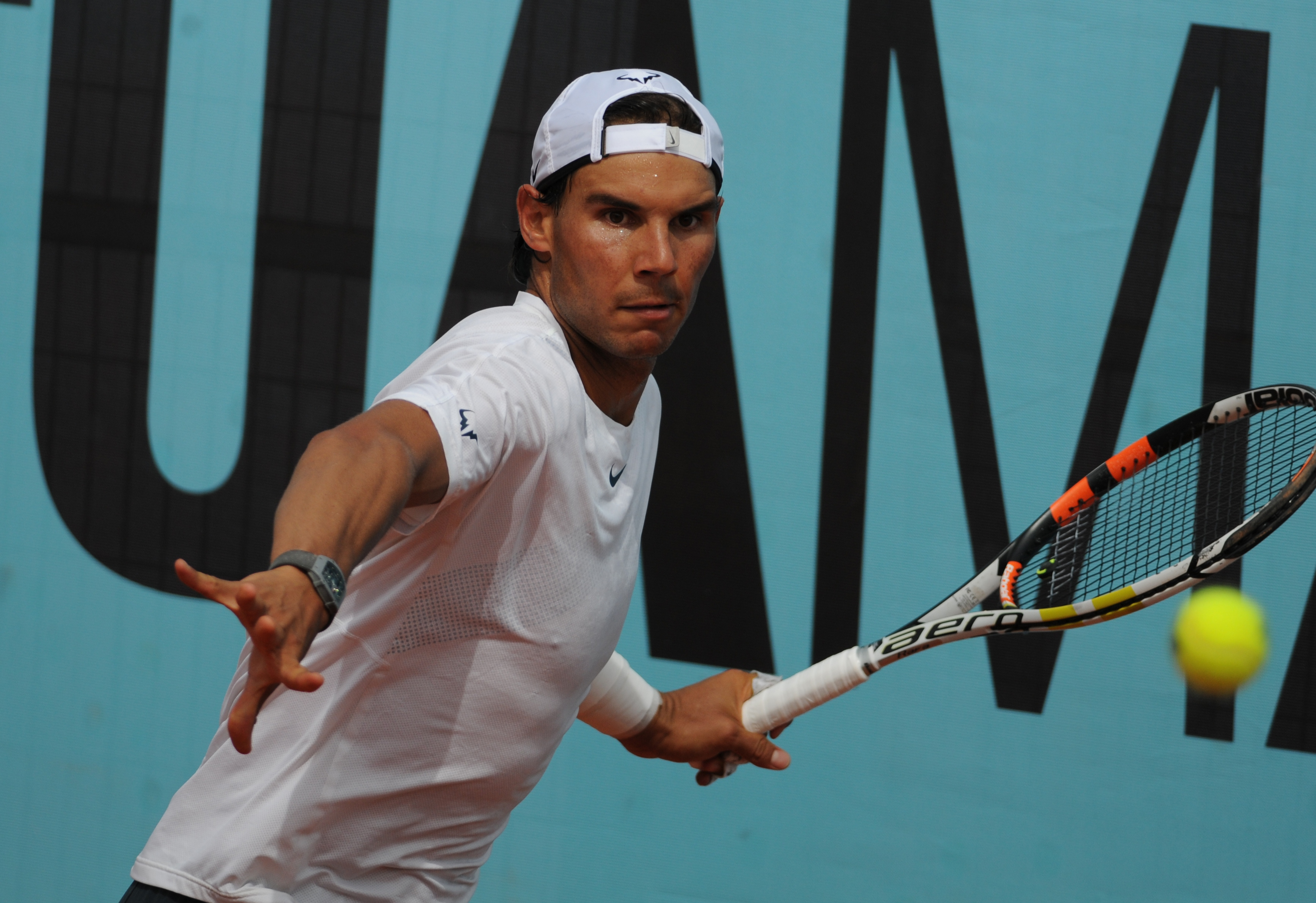
… y el propio Nadal manejando la raqueta con su mano izquierda

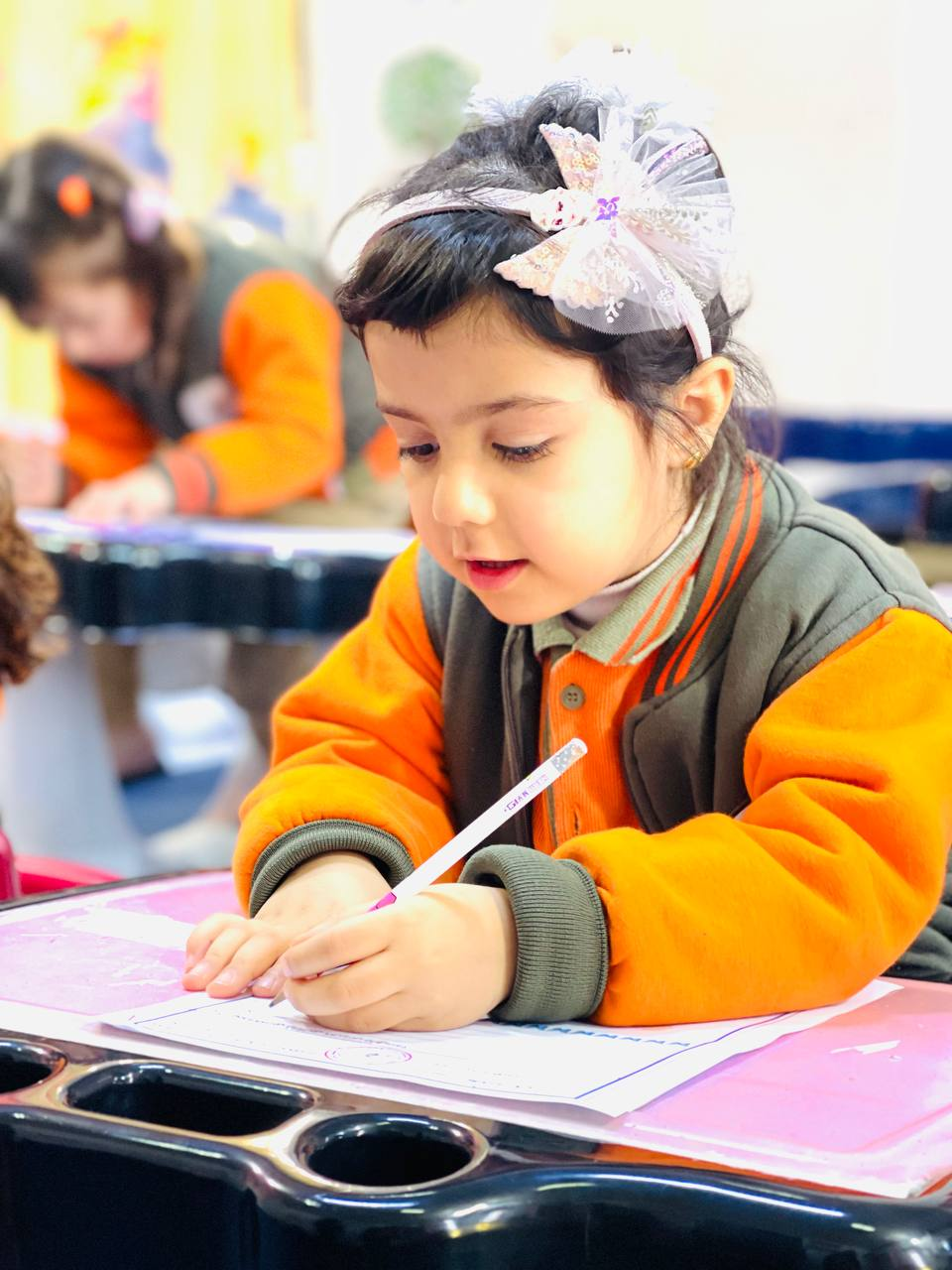
Una estudiante escribe con su mano izquierda.

En biología humana, el concepto de mano dominante hace referencia a una mayor habilidad, rendimiento, rapidez, precisión o a una preferencia individual por el uso de una mano determinada (la derecha, diestros; o la izquierda, zurdos). La mano menos capaz o por la que se muestra una menor preferencia, se llama mano no dominante. Por géneros, los varones son más propensos a tener la mano izquierda dominante que las mujeres. Entre el 70 y el 95 por ciento de la población mundial es diestra.

## Tipos
- Diestros: es el tipo más común. Las personas diestras son más hábiles con su mano derecha cuando realizan tareas. Distintos estudios sugieren que entre el 70 % y el 95 % de la población mundial es diestra.[5]
- Zurdos: son mucho menos comunes que los diestros. Las personas zurdas son más hábiles con su mano izquierda cuando realizan tareas. Los estudios sugieren que aproximadamente el 10 % de la población mundial es zurda.[6]
- Predominio cruzado o mixto: muestran el cambio de preferencia de mano entre distintas tareas. Esto es muy poco frecuente en la población, con una incidencia de alrededor del 1 %.[7]
- Ambidiestros: poseen la misma habilidad para usar ambas manos. Es una condición excepcionalmente rara, aunque se puede aprender. Una persona completamente ambidiestra puede hacer cualquier tarea igualmente bien con cualquiera de las dos manos. Quienes adquieren esta capacidad mediante el aprendizaje, suelen tender a favorecer su mano originalmente dominante.[1]

Hay varias teorías sobre cómo se desarrolla la habilidad individualmente en los humanos. Se sabe que determinadas incidencias durante el desarrollo prenatal pueden ser importantes. Los investigadores estudiaron fetos en el útero materno, y determinaron que la dominancia de la mano en el útero era un predictor muy preciso de la determinación de la mano dominante después del nacimiento. En un estudio de 2013, el 39 % de los bebés (de 6 a 14 meses) y el 97 % de los niños pequeños (de 18 a 24 meses) ya demostraban preferencia por una de sus manos.

### División del trabajo
Una teoría común en cuanto a la forma en que la dominancia de una mano afecta al sistema motor neuronal es la división de tareas entre los hemisferios cerebrales. Dado que el habla y el trabajo manual requieren habilidades motoras finas, se presupone que sería más eficiente que un determinado hemisferio cerebral haga ambas cosas, en lugar de repartirlas entre los dos hemisferios. Como en la mayoría de las personas, el lado izquierdo del cerebro controla el habla, predomina el uso (cruzado por la disposición del sistema nervioso) de la mano derecha. Esta teoría también predice que las personas zurdas tienen una división cerebral del trabajo invertida.
El procesamiento verbal en individuos diestros se lleva a cabo principalmente en el hemisferio izquierdo, mientras que el procesamiento visuoespacial se realiza principalmente en el hemisferio opuesto. Los individuos zurdos tienen una organización cerebral heterogénea en la que sus hemisferios cerebrales están organizados de la misma manera que los diestros (pero con los hemisferios invertidos) o incluso de manera tal que ambos hemisferios se usan para el procesamiento verbal. Cuando el promedio se toma en todos los tipos de zurdos, muestra que los zurdos están menos lateralizados.

### Factores genéticos
La dominancia de la mano muestra un patrón de herencia complejo. Por ejemplo, si ambos padres de un niño son zurdos, hay un 26 % de probabilidades de que ese niño sea zurdo. Un gran estudio de gemelos de 25.732 familias realizado por Medland et al. (2006), ha indicado que la heredabilidad de la mano dominante es aproximadamente del 24 %.
Hasta la fecha, se han propuesto dos modelos teóricos de un solo gen para explicar los patrones de herencia de la mano dominante, el primero ideado por Marian Annett de la Universidad de Leicester, y el segundo por Chris McManus, (Ganador, en 2002, del Premio Ig Nobel de Medicina) de la UCL.
Sin embargo, el creciente peso de la evidencia de la vinculación y los estudios de asociación de todo el genoma sugiere que la variación genética en la mano dominante no puede explicarse por un solo locus genético. A partir de estos estudios, McManus et al. concluyó que la dominancia de la mano en el hombre es poligénica, y estimó que al menos 40 loci contribuyen a determinar este rasgo.
Brandler et al. realizó un estudio de asociación del genoma completo para medir la habilidad relativa de la mano y descubrió que los genes implicados en la determinación de la asimetría izquierda/derecha en el cuerpo desempeñan un papel clave en la determinación de la dominancia de la mano. Estos resultados sugieren que los mismos mecanismos que determinan la asimetría izquierda/derecha en el cuerpo (por ejemplo, la señalización nodal y la ciliogénesis) también desempeñan un papel en el desarrollo de la asimetría del cerebro (la dominancia de la mano es un reflejo externo de la asimetría del cerebro para la función motora).

### Factores epigenéticos
Los estudios con gemelos indican que los factores genéticos explican el 25 % de la variación en la mano dominante, mientras que los factores ambientales explican el 75 % restante. Si bien la base molecular de la epigenética de la capacidad de manejar una mano u otra, no está clara, Ocklenburg et al. 2017, descubrió que la metilación asimétrica de los sitios CpG desempeña un papel clave en las asimetrías de la expresión génica que se han relacionado con la destralidad y la zurdera.

### Exposición hormonal prenatal
Cuatro estudios han indicado que las personas que han estado expuestas al dietilestilbestrol (un medicamento sintético a base de estrógeno utilizado entre 1940 y 1971) tenían más probabilidades de ser zurdas en grupos controlados clínicamente. Los estudios en animales con dietilestilbestrol «sugieren que el estrógeno afecta al cerebro en desarrollo, incluida la parte que gobierna el comportamiento sexual y el dominio de derecha e izquierda».

### Asimetría vestibular prenatal
Previc, después de revisar una gran cantidad de estudios, encontró evidencias de que la posición del feto en el último trimestre y la posición posterior del nacimiento del bebé pueden afectar a la dominancia del control de las manos. Aproximadamente dos tercios de los fetos se presentan con su occipucio izquierdo (parte posterior de la cabeza) al nacer. Esto explica en parte por qué entre los prematuros se reduce la proporción de diestros. Previc sostiene que el posicionamiento prenatal asimétrico crea una estimulación asimétrica del sistema vestibular, que está involucrado en la determinación de la mano dominante. De hecho, cada trastorno importante en el que los pacientes muestran una destralidad reducida está asociado con anormalidades o retrasos vestibulares, y la asimetría de la corteza vestibular está fuertemente correlacionada con la dominancia de la mano.

### Ultrasonidos
Otra teoría es que la ecografía puede, pero no siempre, afectar el cerebro de los niños no nacidos, lo que provoca tasas más altas de zurdos en los niños a cuyas madres se les realizaron ecografías durante el embarazo. La investigación sobre este tema sugiere que puede existir una asociación débil entre la prueba de ultrasonidos (ecografía utilizada para verificar el desarrollo saludable del feto y la madre durante el embarazo) y la zurdera.

## Desarrollo de la dominancia de una mano
Se sabe que los bebés fluctúan mucho al elegir una mano para dirigir tareas de agarre y de manipulación de objetos. Esto se muestra especialmente cuando se observa el dominio de la mano en tareas de agarre de una mano y de dos manos. Entre los 36 y los 48 meses, la variabilidad entre las manos en un agarre con una mano comienza a disminuir significativamente. Esta diferencia se puede ver anteriormente en las tareas de manipulación con dos manos. Los niños de 18 a 36 meses de edad mostraron más preferencia con las manos al realizar tareas de manipulación múltiple que en el agarre simple. La disminución en la variabilidad de la dominancia de una mano de los niños de 36 a 48 meses de edad probablemente podría atribuirse a la asistencia preescolar o al jardín de infancia. El aumento en las actividades que requieren usar una sola mano, como escribir o colorear, puede obligar a los niños a desarrollar la preferencia por una mano determinada.

## Correlación con otros factores

### Inteligencia
En su libro Right-Hand, Left-Hand, Chris McManus del University College de Londres sostiene que la proporción de zurdos está aumentando y que las personas zurdas como grupo históricamente han producido una cuota de alumnos de alto rendimiento superior a la media. Afirma que los cerebros de los zurdos están estructurados de manera diferente (de forma que aumenta su rango de habilidades) y que los genes que determinan la zurdez también gobiernan el desarrollo de los centros de lenguaje del cerebro.

Escribiendo en Scientific American, McManus afirma que, 
Estudios en el Reino Unido, Estados Unidos y Australia han revelado que las personas zurdas difieren de los diestros en un solo punto de CI, lo que no es digno de mención. . . Los cerebros de los zurdos están estructurados de manera diferente a los de los diestros en formas que les permiten procesar el lenguaje, las relaciones espaciales y las emociones de formas más diversas y potencialmente creativas. Además, un número ligeramente mayor de zurdos que de diestros están especialmente dotados en música y matemáticas. Un estudio de músicos en orquestas profesionales encontró una proporción significativamente mayor de talentos zurdos, incluso entre aquellos que tocaban instrumentos que parecen diseñados para diestros, como los violines. De manera similar, los estudios entre adolescentes que realizaron pruebas para evaluar el talento matemático, encontraron una mayor proporción de zurdos que la registrada entre la población general.
 A la inversa, Joshua Goodman encontró evidencias de que la suposición de que los zurdos estaban sobre representados en el extremo alto del espectro cognitivo era débil, debido a problemas metodológicos y de muestreo en los estudios realizados. Goodman también encontró que los zurdos tenían sobre representación en el extremo inferior del espectro cognitivo, y los discapacitados mentales tenían el doble de probabilidades de ser zurdos en comparación con la población general, así como habilidades cognitivas y no cognitivas generalmente más bajas entre los niños zurdos. Además, Ntolka y Papadatou-Pastou en una revisión sistemática y en un metanálisis encontraron que son los diestros los que tienen puntuaciones más altas en el coeficiente intelectual, pero esta diferencia es insignificante (alrededor de 1,5 puntos).

#### Inteligencia en la primera infancia
Nelson, Campbell y Michel estudiaron a los bebés y si el desarrollo de la dominancia de una mano durante la infancia se correlacionaba con las habilidades del lenguaje en los niños pequeños. En su artículo, evaluaron a 38 bebés y les hicieron un siguimiento hasta los 12 meses y, luego, una vez más entre los 18 y los 24 meses. Lo que descubrieron fue que cuando un niño desarrollaba un uso consistente de su mano derecha o izquierda durante la infancia (como usar la mano derecha para volver a poner el chupete o agarrar objetos aleatorios con la mano izquierda), era más probable que tuviera habilidades de lenguaje superior cuando fuera un niño pequeño. Los niños que adquirieron la lateralidad después de la infancia (es decir, cuando eran niños pequeños) mostraron un desarrollo normal del lenguaje y tenían puntuaciones en lenguaje normales. Los investigadores utilizaron las escalas Bayley para evaluar el desarrollo de bebés y niños pequeños estudiados.

### Salud
La zurdera se ha asociado comúnmente con el aumento de las tasas de una amplia variedad de enfermedades terminales y mentales diferentes, e incluso muertes más tempranas.
Se ha correlacionado el menor peso al nacer y las complicaciones natales con la zurdera.
Numerosos problemas neuropsiquiátricos y del desarrollo, como trastornos del espectro autista, depresión, trastorno bipolar, trastornos de ansiedad, esquizofrenia y alcoholismo, se ha asociado con la zurdera y con la dominancia de mano mixta.
Un estudio de 2012 mostró que casi el 40 % de los niños con parálisis cerebral eran zurdos, mientras que otro estudio demostró que la zurdera estaba asociada con un 62 % más de riesgo de enfermedad de Parkinson en mujeres, pero no en hombres. Otro estudio sugiere que el riesgo de desarrollar esclerosis múltiple aumenta para las mujeres zurdas, pero el efecto es todavía desconocido para los hombres.
Las mujeres zurdas tienen un mayor riesgo de cáncer de mama que las diestras y el efecto es mayor en las mujeres posmenopáusicas.
Al menos un estudio sostiene que los zurdos son más propensos a sufrir enfermedades cardíacas, y desde el punto de vista cardiovascular, es más probable que su longevidad se vea afectada.
Los zurdos también son más propensos a sufrir fracturas óseas.
Por otro lado, una revisión sistemática concluyó que «Los zurdos no mostraron una tendencia sistemática a sufrir trastornos del sistema inmunológico».
Dado que la habilidad con la mano es un rasgo altamente heredable, estos problemas de salud habrían presentado un desafío de aptitud física que indicaba que la zurdera se habría eliminado previamente del acervo genético mediante la selección natural. Sin embargo, los zurdos disfrutan de una ventaja en la lucha y en los deportes competitivos e interactivos, aumentando su probabilidad teórica de reproducción.

### Ingresos económicos
En un estudio realizado en Estados Unidos en 2006, investigadores del Lafayette College y de la Universidad Johns Hopkins concluyeron que no había una correlación estadísticamente significativa entre la mano dominante y el nivel de ingresos para la población general, pero entre las personas con educación universitaria, los zurdos ganaban entre un 10 y un 15 % más que sus homólogos diestros.
Más recientemente, en un estudio de 2014 publicado por la Oficina Nacional de Investigación Económica, el economista de Harvard Joshua Goodman encontró que las personas zurdas ganan entre un 10 y un 12 % menos en el transcurso de sus vidas que las personas diestras. Goodman atribuye esta disparidad a tasas más altas de problemas emocionales y de comportamiento en las personas zurdas.

### Los zurdos en el deporte
Los deportes interactivos, como el tenis de mesa, el bádminton, el tenis o el boxeo, presentan una sobre representación de zurdos, mientras que los deportes no interactivos, como la natación, no muestran este sesgo. Una menor distancia física entre los contendientes aumenta la presencia de zurdos. En esgrima, aproximadamente la mitad de los participantes son zurdos.
Otros factores específicos de los deportes pueden aumentar o disminuir la ventaja que suelen tener los zurdos en situaciones de enfrentamiento directo entre dos contendientes.

### Género
De acuerdo con un metaanálisis de 144 estudios, con un total de 1 787 629 participantes, la mejor estimación para el cociente de probabilidades entre hombres y mujeres fue de 1,23, lo que indica que un 23 % más de hombres son zurdos. El 11 % de los hombres y el 9 % de las mujeres suman aproximadamente el 10 % de la población general, con una proporción de probabilidades de 1,22 hombres por cada mujer.

### Sexualidad e identidad de género
Numerosos estudios que han examinado la relación entre la mano dominante y la orientación sexual, han informado de que una minoría desproporcionada de personas homosexuales son zurdas, aunque los resultados son mixtos.
Un estudio de 2001 también encontró que los niños genéticamente masculinos pero con diferentes identidades de género tenían más del doble de probabilidades de ser zurdos que un grupo de control clínico (19,5 % contra 8,3 %, respectivamente).
Las parafilias (intereses sexuales atípicos) también se han relacionado con tasas más altas de zurdos. Un estudio de 2008, que analizó las fantasías sexuales de 200 varones, encontró que «los intereses parafílicos elevados se correlacionaron con niveles de no dextralidad elevados». También se han documentado mayores índices de zurdos entre los pedófilos.
Un estudio de 2014 que intentó analizar los marcadores biológicos de la asexualidad afirma que los hombres y las mujeres no sexuales fueron 2,4 y 2,5 veces, respectivamente, más propensos a ser zurdos que sus homólogos heterosexuales.

## En la cultura popular
Muchas herramientas y procedimientos están diseñados para facilitar el uso por parte de personas diestras, a menudo sin darse cuenta de las dificultades en que incurren los zurdos. John W. Santrock ha escrito: «Durante siglos, los zurdos han sufrido una discriminación injusta en un mundo diseñado para diestros».
McManus observó que, a partir de la Revolución Industrial, los trabajadores necesitaban operar máquinas complejas que seguramente fueron diseñadas pensando en los diestros. Esto habría hecho más visibles a los zurdos y, al mismo tiempo, parecer menos capaces y más torpes. Durante esta época, a los niños se les enseñaba a escribir con una pluma de inmersión. Mientras que un diestro puede arrastrar suavemente la pluma a través del papel de izquierda a derecha, la pluma no se podía desplazar fácilmente con la mano izquierda sin raspar el papel, que se manchaba fácilmente.

### Prejuicios
Además, aparte de los inconvenientes mencionados, las personas zurdas históricamente han sido consideradas desafortunadas o incluso maliciosas por su diferencia por la mayoría de diestros. En muchos idiomas europeos, la palabra usada para designar la dirección «derecha», también significa ‘recta’. A lo largo de la historia, ser zurdo fue considerado negativo. El adjetivo latino sinister significa ‘izquierdo’ y también ‘desafortunado’, y este doble significado sobrevive en los derivados europeos del latín, incluidas las palabras «siniestro» (que significa ‘mal’ y ‘a la izquierda del portador en un escudo de armas’) y «ambisiniestro» con el significado de «torpe con cualquiera de las dos manos».
En inglés, existen muchas connotaciones negativas asociadas con la expresión left-handed (‘zurdo’): torpe, desafortunado, insincero, siniestro, malicioso, etc. Un left-handed compliment (‘cumplido zurdo’) hace referencia a un comentario que tiene dos significados, uno de los cuales es poco favorecedor para el destinatario del mismo. En francés, gauche significa tanto ‘izquierda’ como ‘torpe’, mientras que droit (e) (‘derecho’, relacionado con ‘directo’ y con adroit) significa tanto ‘correcto’ como ‘recto’, así como ‘ley’ y con el sentido legal del ‘derecho’. El nombre Dexter deriva de la palabra en latín que designa ‘derecho’, al igual que la palabra «destreza», que significa ‘habilidad manual’. Como estas son palabras muy antiguas, tienden a apoyar teorías que indican que el predominio de la mano derecha es un fenómeno extremadamente antiguo.
La magia negra a veces se conoce como el «camino de la mano izquierda».
Hasta hace poco, en Taiwán (y todavía en China continental, Japón y Corea del Norte y del Sur), se alentaba a las personas zurdas a convertirse en diestras, o al menos a escribir con la mano derecha. Debido a la importancia del orden de los trazos, desarrollado para el uso cómodo de personas diestras, se considera más difícil escribir caracteres chinos legibles con la mano izquierda que escribir letras latinas, aunque la dificultad es subjetiva y depende de quien los escriba. Debido a que en la escritura, al moverse la mano de un lado hacia el otro lado del cuerpo, pueden causarse manchas si se arrastra el lado externo de la mano sobre el texto, la escritura en el alfabeto latino (de izquierda a derecha) podría ser menos factible con la mano izquierda que con la derecha en determinadas circunstancias. Por el contrario, los alfabetos de derecha a izquierda, como el árabe y el hebreo, generalmente se consideran más fáciles de escribir con la mano izquierda en general.     Dependiendo de la posición e inclinación del papel y del método de escritura, el escritor zurdo puede escribir de manera tan ordenada y eficiente, o tan desordenada y lentamente como los diestros. Por lo general, el niño zurdo necesita que se le enseñe a escribir correctamente con la mano izquierda, ya que descubrir un método cómodo de escritura por cuenta propia puede no ser sencillo.
En la Unión Soviética, todos los niños zurdos fueron obligados a escribir con su mano derecha en el sistema escolar soviético.

### Día Internacional de los zurdos
El Día Internacional de los Zurdos se celebra cada 13 de agosto. Fue instituido por el Left-Handers Club (‘Club de los Zurdos’) en 1992, club fundado en 1990. El Día Internacional de los Zurdos es, según el club, «un evento anual en el que los zurdos de todo el mundo pueden celebrar su zurdera y aumentar la conciencia pública sobre las ventajas y desventajas de ser zurdos». Celebran su singularidad y sus diferencias, que son propias del siete al diez por ciento de la población mundial. Miles de personas zurdas en la sociedad actual tienen que adaptarse para usar herramientas y objetos ideados para diestros. Una vez más, según el club, «tan solo en el Reino Unido hubo más de 20 eventos regionales para celebrar el día de los zurdos en 2001, incluidas competiciones deportivas entre zurdos y diestros; una fiesta del té para zurdos; bares con sacacorchos para zurdos donde los clientes beben y practican diversos juegos de pub solo con la mano izquierda; y «Zonas zurdas» a nivel nacional, donde se celebró la creatividad, la adaptabilidad y la destreza deportiva de los zurdos, mientras que se alentó a los diestros a probar los objetos cotidianos pensados para zurdos, con el objeto de que los diestros vean ¡lo incómodo que pueden sentirse los zurdos al usar instrumentos inapropiados para ellos!»

## En los hominini
Estudios de los patrones de corte con el uso de la dentadura como tercera mano han puesto de manifiesto predominancia de uno de los lados en fósiles del género Homo.

### Neandertales y pre neandertales
Frayer, David W.; Fiore, Ivana; Lalueza-Fox, Carles; Radovčić, Jakov; Bondioli, Luca (2010). «Right handed Neandertals: Vindija and beyond».  En Istituto italiano di antropologia, ed. Journal of Anthropological Sciences (en inglés) 88: 113-127. Consultado el 14 de noviembre de 2021.

## En el mundo animal
Los canguros y otros marsupiales macropódicos tienen preferencia hacia la izquierda para distintas tareas habituales en la naturaleza. No es apropiado hablar de una «verdadera» habilidad con la mano en los marsupiales, porque a diferencia de los mamíferos placentarios, carecen de un cuerpo calloso en sus cerebros. La zurdera es particularmente evidente en el canguro rojo (Macropus rufus) y en el canguro gris oriental (Macropus giganteus). Los canguros de cuello rojo (los wallabíes de Bennett) (Macropus rufogriseus) usan preferentemente su mano izquierda para comportamientos que implican una manipulación fina, pero son diestros para comportamientos que requieren una mayor fuerza física. Hubo menos evidencias de una mano dominante en las especies arbóreas de marsupiales. Los estudios sobre perros, caballos y gatos domésticos han demostrado que las hembras de esas especies tienden a ser diestras, mientras que los machos son zurdos.